# Alfeld (Middel-Franken)
Alfeld is een gemeente in de Duitse deelstaat Beieren, en maakt deel uit van het Landkreis Nürnberger Land.
Alfeld telt 1.101 inwoners.
De gemeente is met de noorderbuur Happurg een samenwerkingsverband aangegaan, dat in Beieren veel voorkomt, een zgn. Verwaltungsgemeinschaft. Daarbinnen werken de gemeenten, die er lid van zijn, op bepaalde gebieden samen, maar blijven politiek zelfstandig.

## Indeling van de gemeente
- Alfeld (hoofddorp van de gemeente, met parochiekerk)
- Claramühle (Einöde[2])
- Haubmühle (Einöde)
- Kauerheim (gehucht; 500 m ten noorden van de grot Alfelder Windloch)
- Kirchthalmühle (Einöde)
- Kursberg (dorpje met minder dan 100 inwoners)
- Lieritzhofen (dorpje met minder dan 100 inwoners)
- Nonnhof (dorpje met minder dan 100 inwoners; 2 km ten zuiden van Alfeld)
- Otzenberg (Einöde)
- Pollanden (dorpje met minder dan 100 inwoners)
- Regelsmühle (gehucht)
- Rosenmühle (Einöde)
- Röthenfeld (Einöde)
- Seiboldstetten (dorpje met minder dan 100 inwoners)
- Waller (dorpje met minder dan 100 inwoners, maar wel een eigen kerk)
- Wettersberg (gehucht)
- Wörleinshof (gehucht)
- Ziegelhütte (Einöde)

## Ligging en infrastructuur
De gemeente ligt in een geaccidenteerd gebied, het middelgebergte Fränkische Alb. Het landschap wordt gekenmerkt door een mix van boerenland en veelal op hellingen gelegen bossen. Het is een kalkrijk, grotendeels in de geologische periode Jura gevormd karstlandschap met talrijke spleten en grotten.

### Buurgemeentes
- Hirschbach
- Etzelwang
- Weigendorf
- Birgland
- Happurg
- Hersbruck
- Vorra

### Nabijgelegen steden
- Neurenberg, over de A6 39 km vanaf afrit 63 Alsfeld in westelijke richting
- Hersbruck, 15 km naar het noordwesten
- Altdorf bei Nürnberg , bijna 15 km naar het west-zuidwesten

### Infrastructuur
Door de gemeente loopt van noord naar zuid de regionale hoofdweg Staatsstraße 2236. Op 3 km ten zuiden van Alfeld, niet ver van Nonnhof, geeft deze weg aansluiting op de Autobahn A 6 van Neurenberg naar Praag v.v. (afrit 63). Ter plaatse bevindt zich een zgn. Autohof, een parkeerplaats met diverse aanvullende faciliteiten.
Met Hersbruck, ten noordwesten van Alfeld, bestaat een streekbusverbinding, met beperkte frequentie.

## Economie
Alfeld is een rustige, wat afgelegen plattelandsgemeente, waar de belangrijkste bronnen van inkomsten de landbouw en het toerisme zijn.

## Geschiedenis
De streek, waarin Alfeld ligt, was reeds in het Neolithicum en de Bronstijd (met name in de tijd van de Urnenveldencultuur) van tijd tot tijd door mensen bewoond. Vaak hielden zij zich in de talrijke grotten op. Vondsten, gedaan bij archeologisch onderzoek ter plaatse bevestigen dit.
In de 11e eeuw kwam het gebied aan een benedictinesserklooster te Bergen bij Neuburg an der Donau. In de 14e eeuw geraakte Alfeld in handen van de heren van Burg Reicheneck te Happurg. Vanaf de 16e eeuw was de heer van Reicheneck ministeriaal van, dus onderhorig aan, de Rijksstad Neurenberg. Daar de machtige landsheer, de burggraaf van Neurenberg in 1525 tot het lutherse geloof overging, werd de Reformatie toen ook te Alfeld een feit. Van 1806 tot 1918 lag Alfeld in het Koninkrijk Beieren, en daarna in de Republiek van Weimar, van 1933-1945 in het Derde Rijk en sedert 1945 in de Duitse Bondsrepubliek.
Belangrijke historische gebeurtenissen met betrekking tot Alfeld zijn niet overgeleverd. In 1971 en 1972 kwam de huidige gemeente tot stand door fusie van een aantal kleine gemeenten rondom Alfeld.

## Bezienswaardigheden
- Bezienswaardig is de evangelisch-lutherse St. Bartholomeüskerk te Alfeld, die in 1072 ingewijd werd, en in 1450 en 1707 ingrijpend werd verbouwd. Het kerkinterieur, in barokstijl, is fraai.
- De grot Alfelder Windloch is 2200 meter lang en is in de lente en zomer toegankelijk. Betreden ervan is echter tamelijk gevaarlijk, en wordt "gewone" toeristen sterk ontraden. Zie onderstaande link voor deskundige informatie. De grot ligt 1800 m ten zuiden van Alfeld en 500 m ten Z van het gehucht Kauerheim, en hemelsbreed maar 200 m ten noorden van de A6.
- Het bijna 34 hectare grote natuurreservaat Rinntal bei Alfeld is een dal tussen met schraal- en kalkgraslandvegetatie begroeide hellingen, waar in de lente en zomer tal van fraaie en vaak zeldzame bloemen bloeien. In het natuurgebied is één wandelroute uitgezet, met daarlangs informatiepanelen. Het dal loopt in oost-westrichting, vlak ten noorden van Alfeld.

## Afbeeldingen

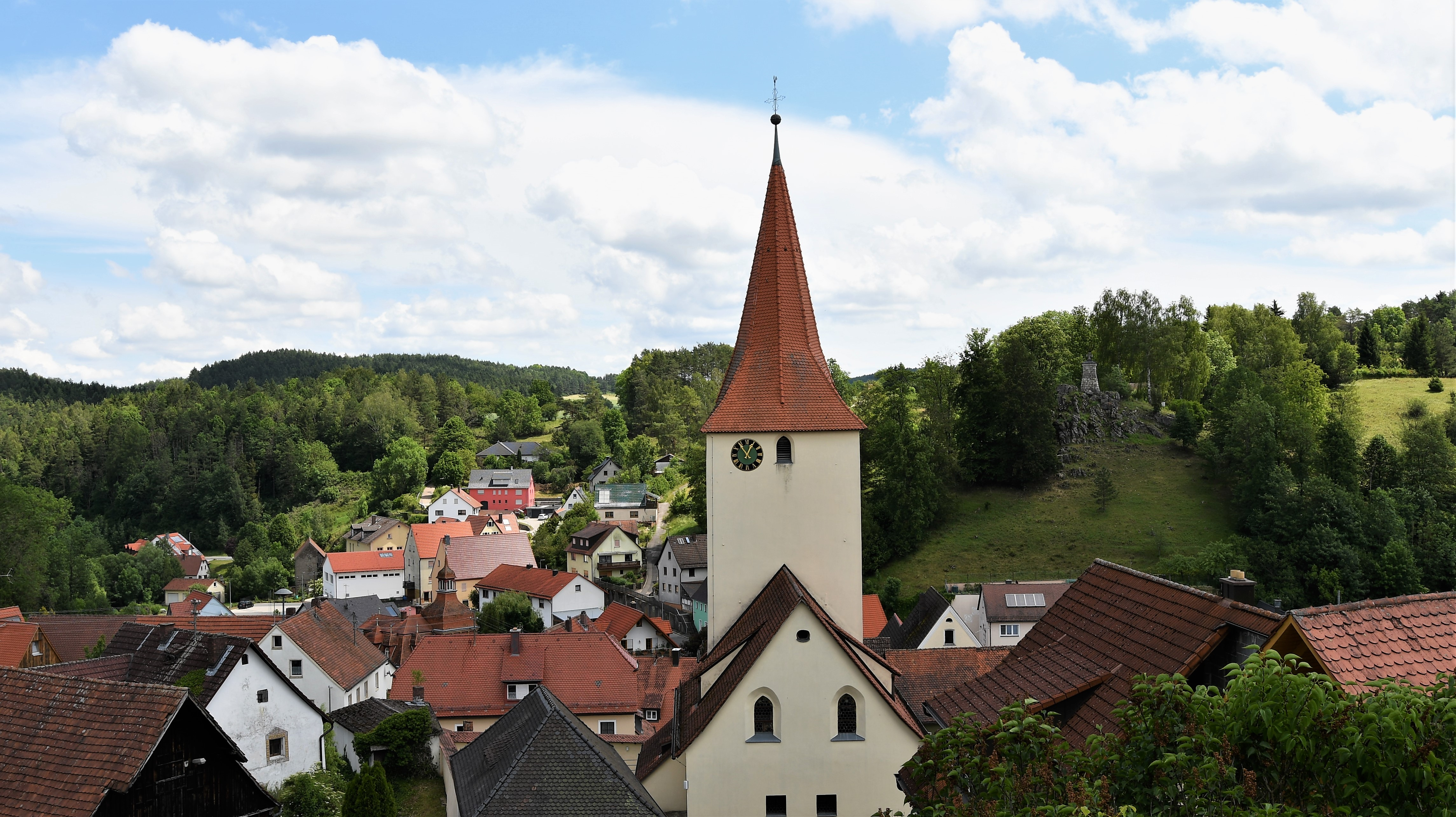
Dorpsgezicht Alfeld
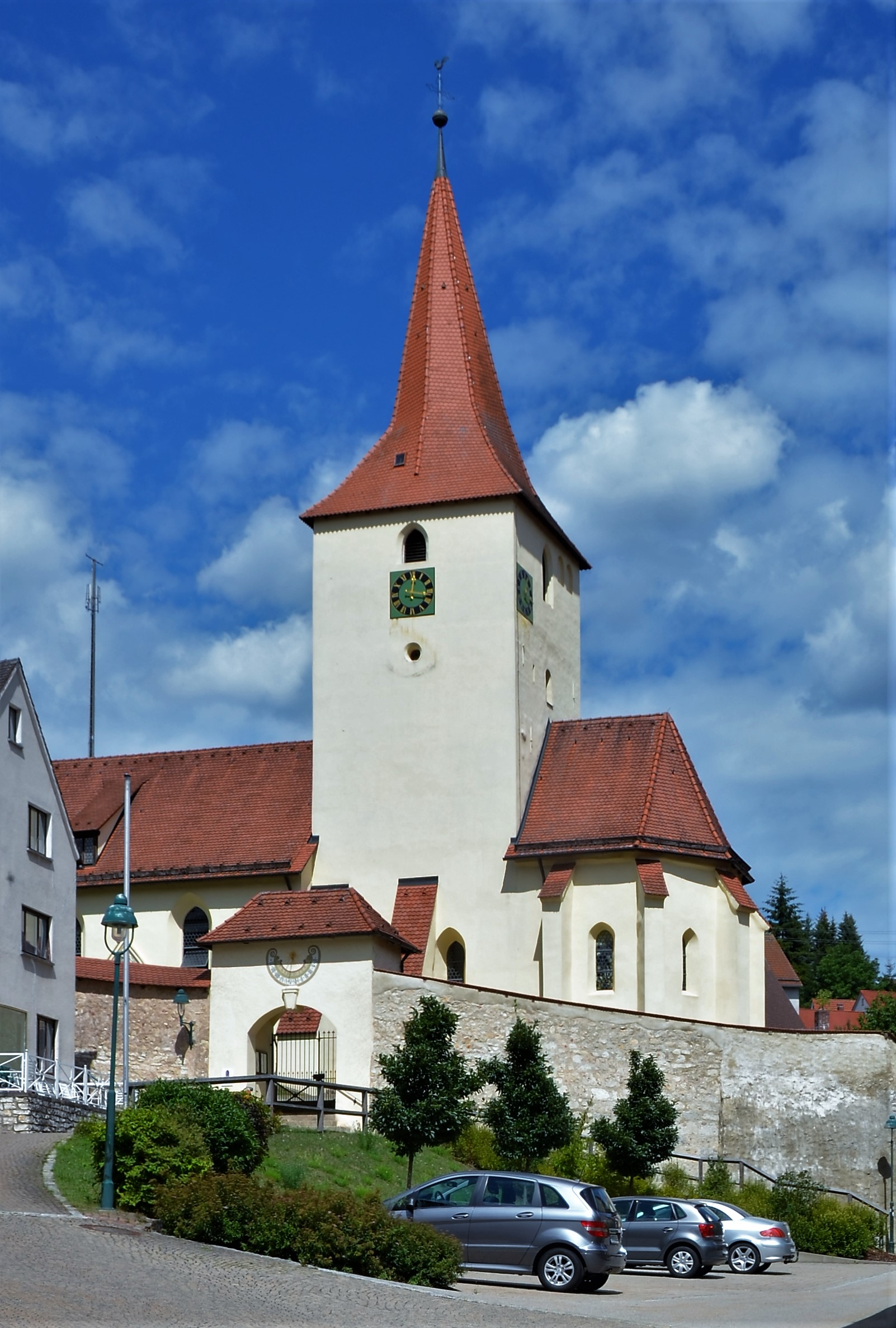
St. Bartholomeüskerk, Alfeld
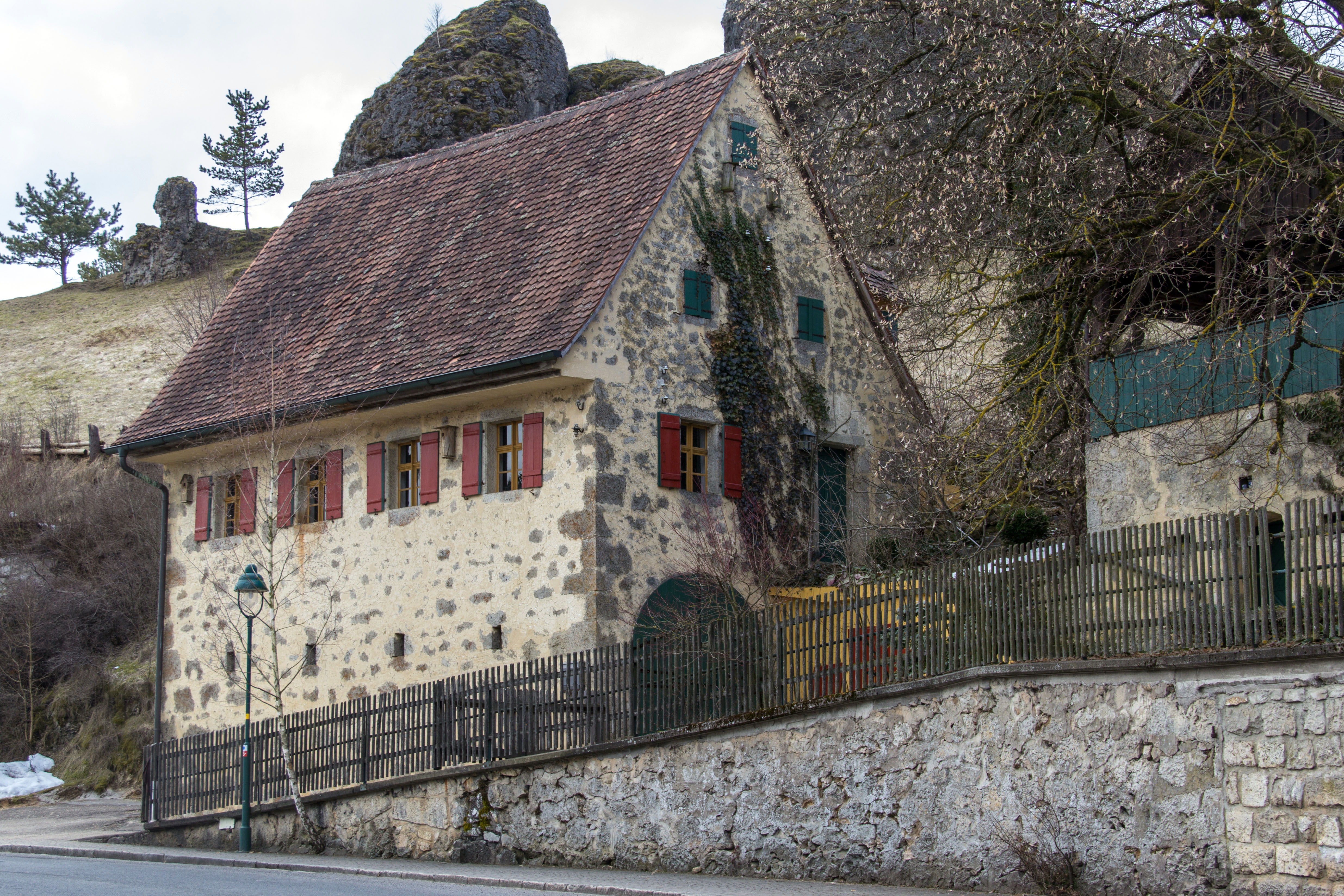
Schilderachtige schuur in Alfeld, plm. 1800
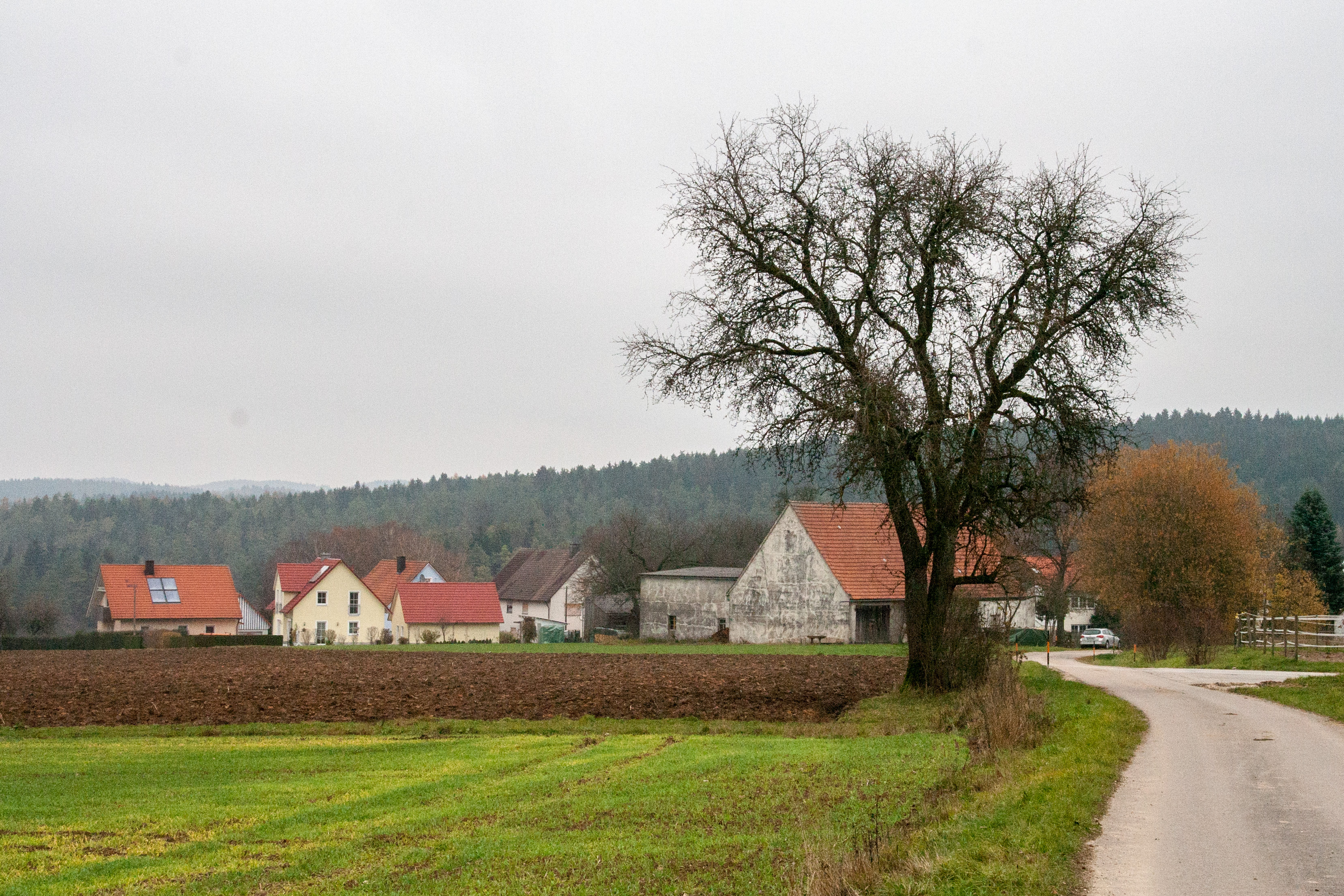
Het dorpje Nonnhof
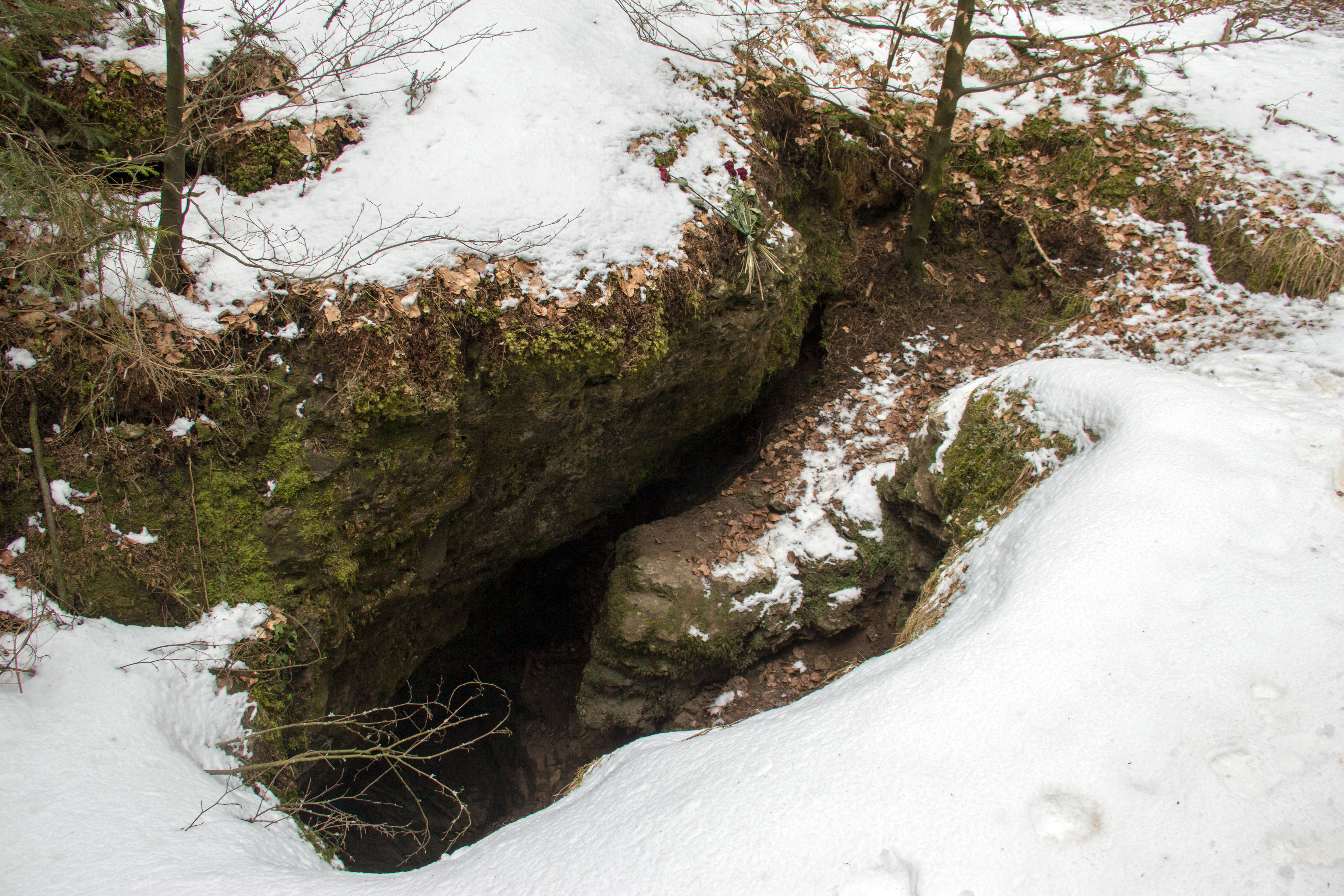
Ingang grot Alfelder Windloch
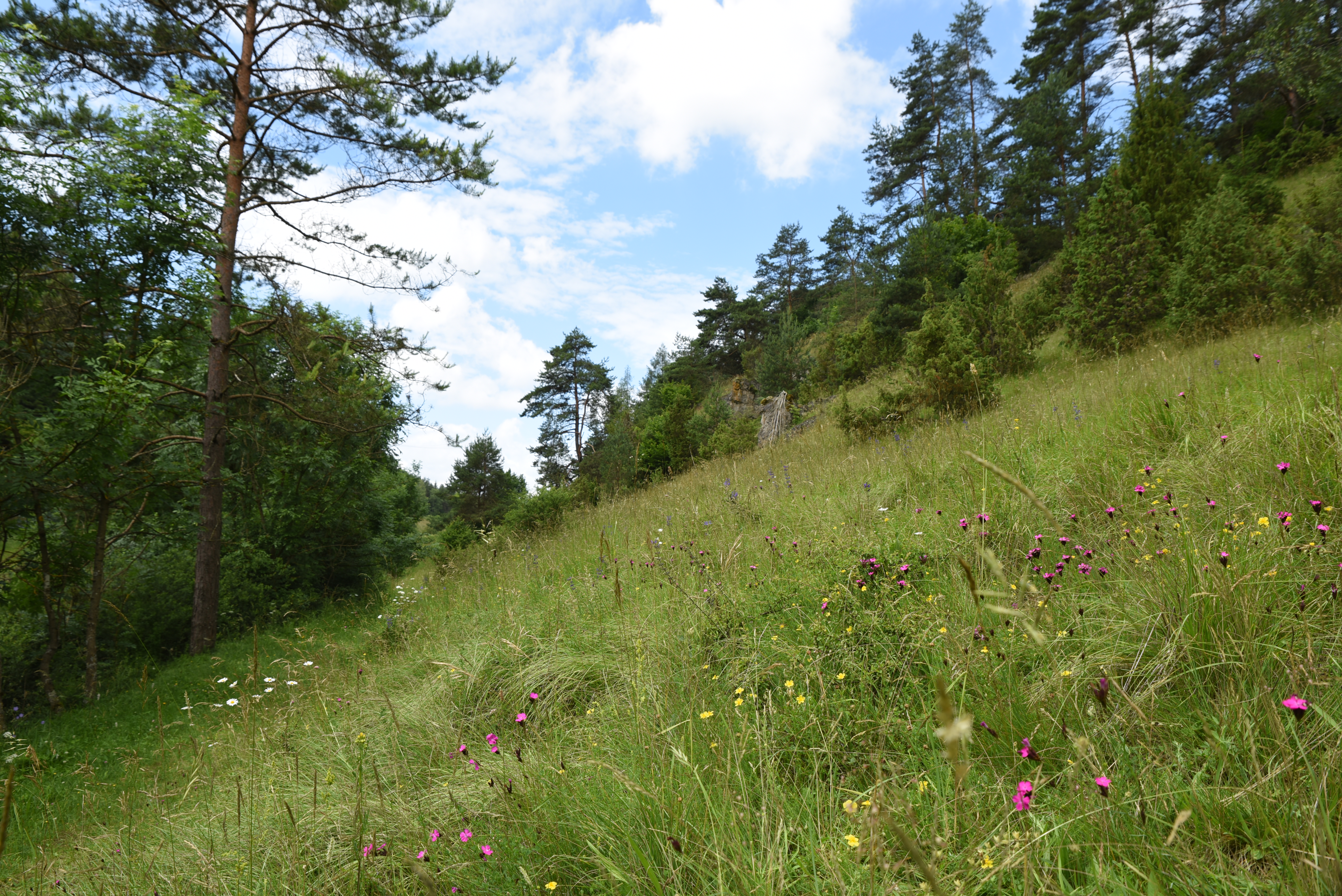
Natuurreservaat Rinntal bei Alfeld